# Cerchi di Malfatti

Cerchi di Malfatti

In geometria, i cerchi di Malfatti sono i tre cerchi interni a un triangolo tali che ognuno sia tangente agli altri due e contemporaneamente a due lati della figura. Questi cerchi nascono come soluzione errata data da Gian Francesco Malfatti al marble problem in seguito scissosi dal problema di Malfatti, di cui tali cerchi rappresentano veramente la soluzione geometrica.

## Storia
Nel 1803, Malfatti formulò il marble problem, chiedendo di individuare i tre cerchi di area massima inscrivibili dentro un triangolo dato, e dopo un po' di prove si convinse che i cerchi che soddisfano questo problema siano appunto i cerchi di Malfatti, ovvero tre cerchi tra loro tangenti e ad almeno due lati del triangolo.
Di tale supposizione non vennero date dimostrazioni, ma nacque comunque lo spunto per un altro problema: trovare il procedimento generale per scrivere i cerchi di Malfatti in un triangolo dato, problema che prenderà in seguito il nome di problema di Malfatti; esso venne risolto nel 1826 da Jakob Steiner, che però non ne diede alcuna dimostrazione.
Nel 1929 Lod e Richmond dimostrarono che nel triangolo equilatero l'area occupata dai cerchi di Malfatti è inferiore a quella occupata dall'incerchio più altri due ricavabili lateralmente; quindi emerse che il marble problem e quello di Malfatti sono due problemi distinti e che gli omonimi cerchi sono soltanto la soluzione di quest'ultimo.
Nel 1994 Viktor Zalgaller ha addirittura dimostrato che i cerchi di Malfatti non sono mai la soluzione ottimale del marble problem.